# Hökarängen (Stockholms tunnelbana)
Hökarängen ist eine oberirdische Station der Stockholmer U-Bahn. Sie befindet sich im gleichnamigen Stadtteil Hökarängen. Die Station wird von der Gröna linjen des Stockholmer U-Bahn-Systems bedient. Die  Station gehört zu den eher mäßig frequentierten Stationen des U-Bahn-Netzes. An einem normalen Werktag steigen hier 5.800 Pendler zu.
Die Station wurde am 1. Oktober 1950 als 11. Station der Tunnelbana in Betrieb genommen, als der erste Abschnitt der Tunnelbana zwischen Slussen–Hökarängen eingeweiht wurde. Bis zum 19. November 1958 war sie auch Endstation der Linie T18. Danach fuhren die Züge über den neuerbauten Abschnitt bis zur Station Farsta. Die Station liegt zwischen den Stationen Farsta und Gubbängen. Bis zum Stockholmer Hauptbahnhof sind es etwa acht Kilometer.

## Reisezeit
| Linie | bis Station   | Reisezeit | bis Station                    | Reisezeit            |
| T18   | Alvik         | 33 min    | Gamla stan Slussen T-Centralen | 15 min 16 min 20 min |
| T18   | Farsta strand | 5 min     | Gamla stan Slussen T-Centralen | 15 min 16 min 20 min |